# Cotonete (site)
Cotonete foi um portal de música e rádios online fundado em 2001 que permite criar uma estação de rádio indicando o género de música que o utilizador pretende ouvir.
Pertencia ao Grupo MCR (Media Capital Rádios), onde fazem parte a Rádio Comercial, M80, Cidade, Smooth FM e Vodafone FM.
Em 2015, a rádio foi suspensa. A página de Facebook do Cotonete ainda está activa mas não há novas publicações desde Dezembro de 2015.

## Rádios pessoais
O Cotonete permitia criar uma rádio pessoal online indicando o género de música que o utilizador pretende ouvir. Por questões que se prendem com direitos de autores e diretivas europeias, não era possível escolher diretamente músicas ou artistas.

## Download de ficheiros em formato MP3
Alojava vários ficheiros de música em formato MP3 para download gratuito.

## Entrevistas e Cotonete TV
Eram também publicadas criticas de concertos, novos albuns e entrevistas à Cotonete TV.